# NGC 404
NGC 404 je galaksija u zviježđu Andromeda.

## Vanjske poveznice
- SEDS: NGC 404